# Het zevende zwaard
Het zevende zwaard is het 174ste stripverhaal van Jommeke. De reeks wordt getekend door striptekenaar Jef Nys. In dit verhaal wordt het Waasland uitgebreid behandeld. Scenarist is Jan Ruysbergh.

## Verhaal
Op een onbepaalde dag heeft de grootvader van Filiberke op zolder een oud harnas gevonden dat toebehoorde aan een ridder, ridder Reinoud genaamd. In de helm vinden ze een boodschap "Zoek in het Woud der Stropers". Bij Gobelijn komen ze meer informatie te weten. Met een metaaldetector gaat Jommeke samen met Filiberke op schattenjacht. Intussen hebben Kwak en Boemel, door het graven van een nieuw hol, een oud zwaard gevonden.
Wanneer Jommeke en Filiberke ook het zwaard vinden, gaan ze er meteen mee richting Gobelijn. Deze weet de nieuwe boodschap te ontcijferen en vertelt dat er nog een tweede zwaard moet zijn. De gemene Kwak en Boemel komen dit ook te weten en gaan meteen op zoek naar het tweede mysterieuze zwaard. Ook Anatool is geïnteresseerd om op zoek te gaan. Samen met Kwak en Boemel bindt hij de strijd aan om de schat te zoeken. Anatool vindt als eerste een derde zwaard. Samen met Kwak en Boemel gaat het drietal op zoek naar de schat. Maar onze vrienden vinden al snel het vierde, vijfde en zesde zwaard. Er wordt druk gezocht naar het zevende zwaard. Uiteindelijk hebben Jommeke en Filiberke als eerste het zevende zwaard gevonden. Ze voeren de opdracht uit, en vinden zeven gouden rapen van een hoge waarde. Later kunnen ze Anatool, Kwak en Boemel simpel in de val lokken.
Tot slot geeft Filiberke de zeven gouden rapen aan zijn grootvader die heel trots is.

## Achtergronden bij het verhaal
- In het verhaal wordt er een hele tocht gemaakt door het Waasland.
- De vliegende bol landt op het marktplein in het centrum van de Belgische stad Sint-Niklaas. In de achtergrond zien we ook het Stadhuis van Sint-Niklaas.
- De vliegende bol vliegt boven de Durmevallei en voorbij de Temsebrug, de langste brug van België.
- Filiberke wil de weg vragen aan enkele mannen. Hij vergist zich echter en het blijkt achteraf het standbeeld de kaailopers van Valeer Peirsman op de Wilfordkaai te zijn.
- Jommeke en zijn vrienden bezoeken het Kasteel Cortewalle.
- In het verhaal is er een korte historische les betreffende het standbeeld van Gerard Mercator.
- Wanneer ze richting Lokeren gaan merkt Flip op dat er daar zich elk jaar ook de Lokerse Feesten plaatsvinden.
- De gouddetector, een eerder gebruikte uitvinding van professor Gobelijn waarmee men goud, dat in de grond verborgen zit, zonder problemen kan detecteren wordt ook in het album De schat van de zeerover gebruikt.